# 藤原崇太郎
藤原崇太郎（Fujiwara Sotaro，1998年4月27日—）生於兵庫縣西脇市，是一名日本柔道運動員，6歲時開始練習柔道。他曾獲得2018年世界柔道錦標賽男子81公斤級亞軍。

## 外部連結
- JudoInside.com
- 藤原崇太郎的X（前Twitter）
- 藤原崇太郎的Instagram帳戶